# Biografielijst Fl

## Fla

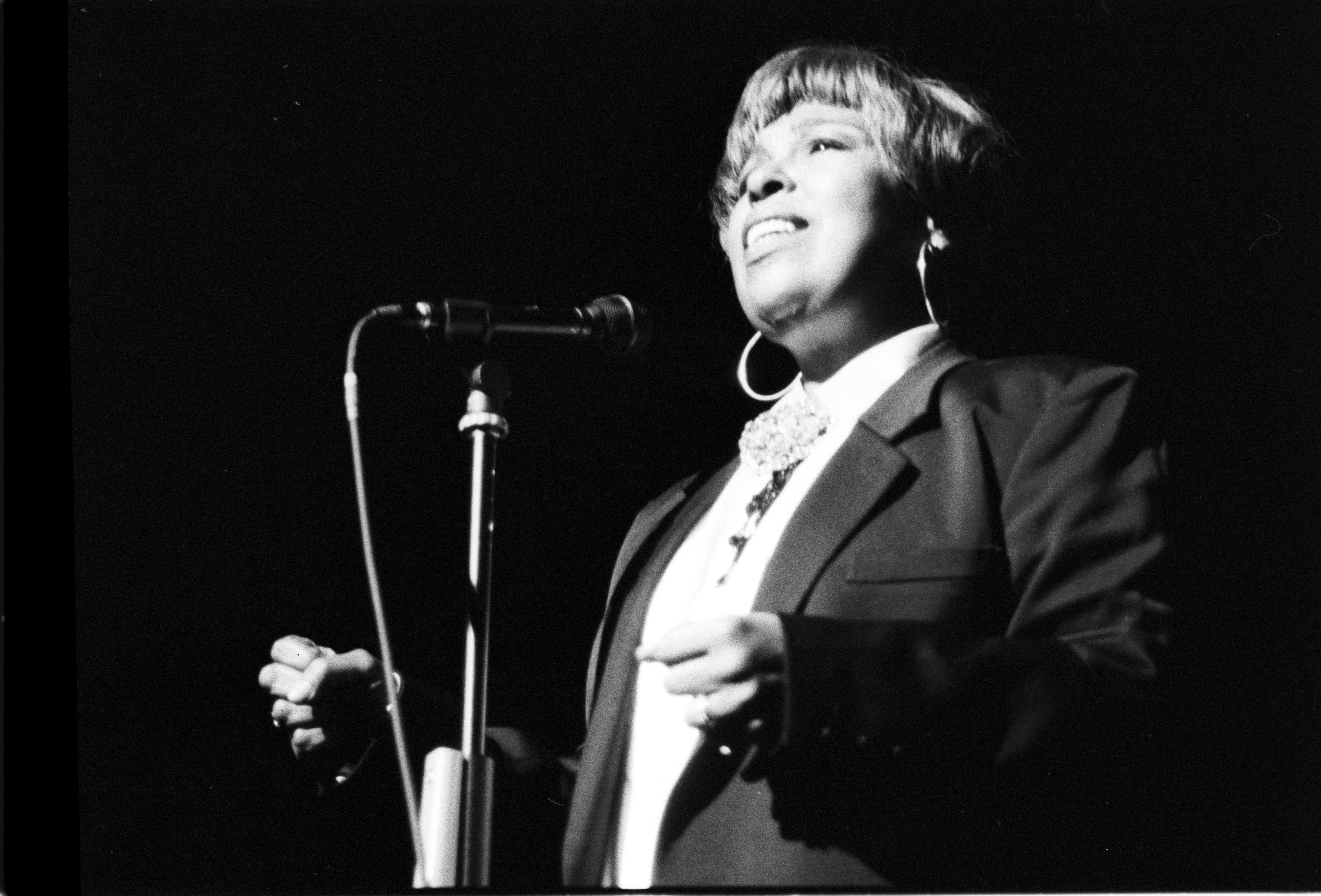
Roberta Flack

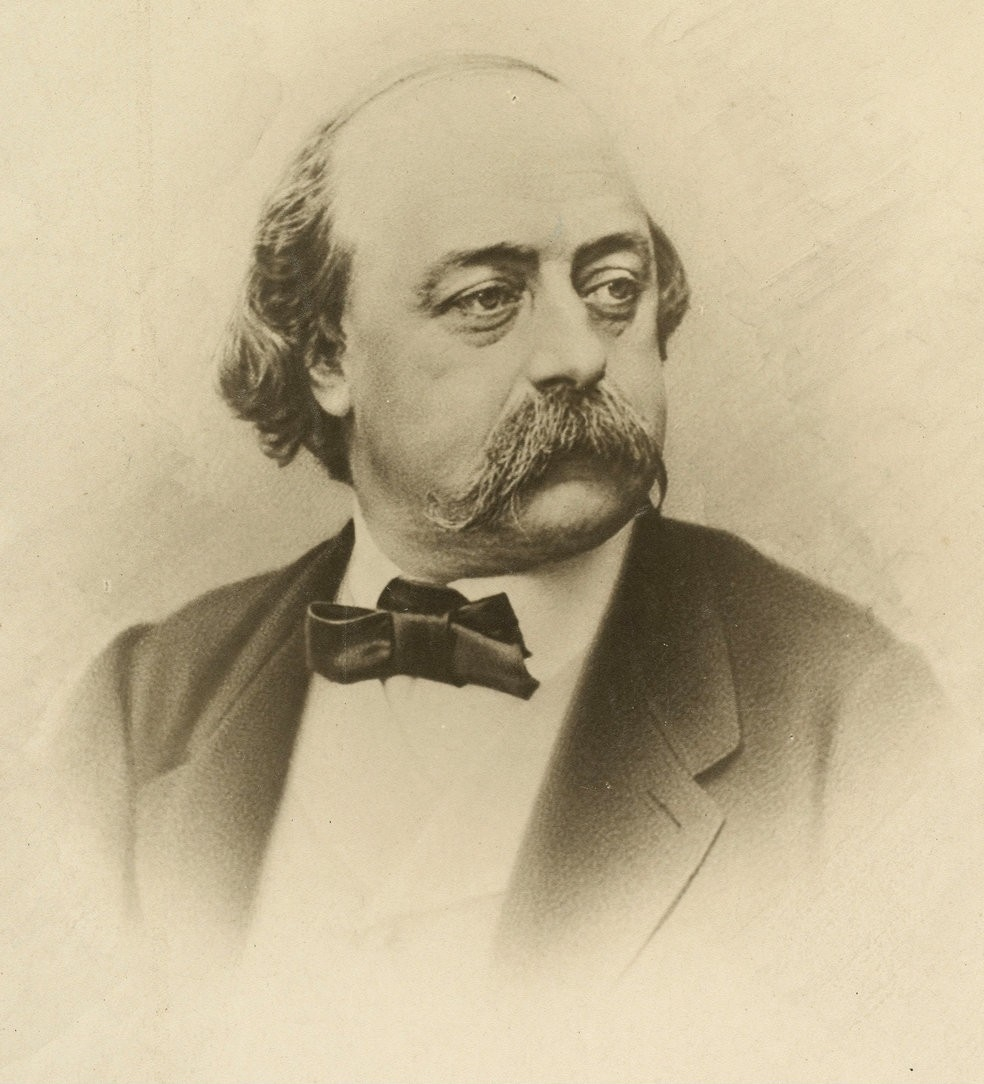
Gustave Flaubert

- Herbert Flack (1949), Belgisch acteur
- Roberta Flack (1937-2025), Amerikaans zangeres
- Teddy Flack (1873-1935), Australisch atleet en tennisser
- Adam Flagler (1999), Amerikaans basketballer
- Randy Flagler (1968), Amerikaans acteur
- Jonathan Flakes (1952), Amerikaans acteur en filmregisseur
- Gustaaf Hendrik Flamen (1837-1920), Belgisch priester, dichter, schrijver en flamingant
- Gilbert Flamez (1921-2012), Belgisch politicus
- Camille Flammarion (1842-1925), Frans astronoom, geofysicus en schrijver
- John Flamsteed (1646-1719), Brits astronoom en oprichter van het observatorium van Greenwich
- Anthony Flanagan (1972), Brits acteur
- Crista Flanagan (1976), Amerikaans actrice, filmproducente en scenarioschrijfster
- John Flanagan (1873-1938), Amerikaans atleet
- Maile Flanagan (1965), Amerikaans actrice, stemactrice, filmproducente en scenarioschrijfster
- Markus Flanagan, Amerikaans acteur
- Shalane Flanagan (1981), Amerikaans atlete
- Maureen Flannigan (1973), Amerikaans actrice
- Ann Kristin Flatland (1982), Noors biatlete
- Rachael Flatt (1992), Amerikaans kunstschaatsster
- Gustave Flaubert (1821-1880), Frans schrijver
- Flavius Josephus (37-100), Joods geschiedschrijver (Josef ben Matitjahoe)
- Flavius Placidus Valentinianus (419-455), keizer van het West-Romeinse Rijk

## Fle

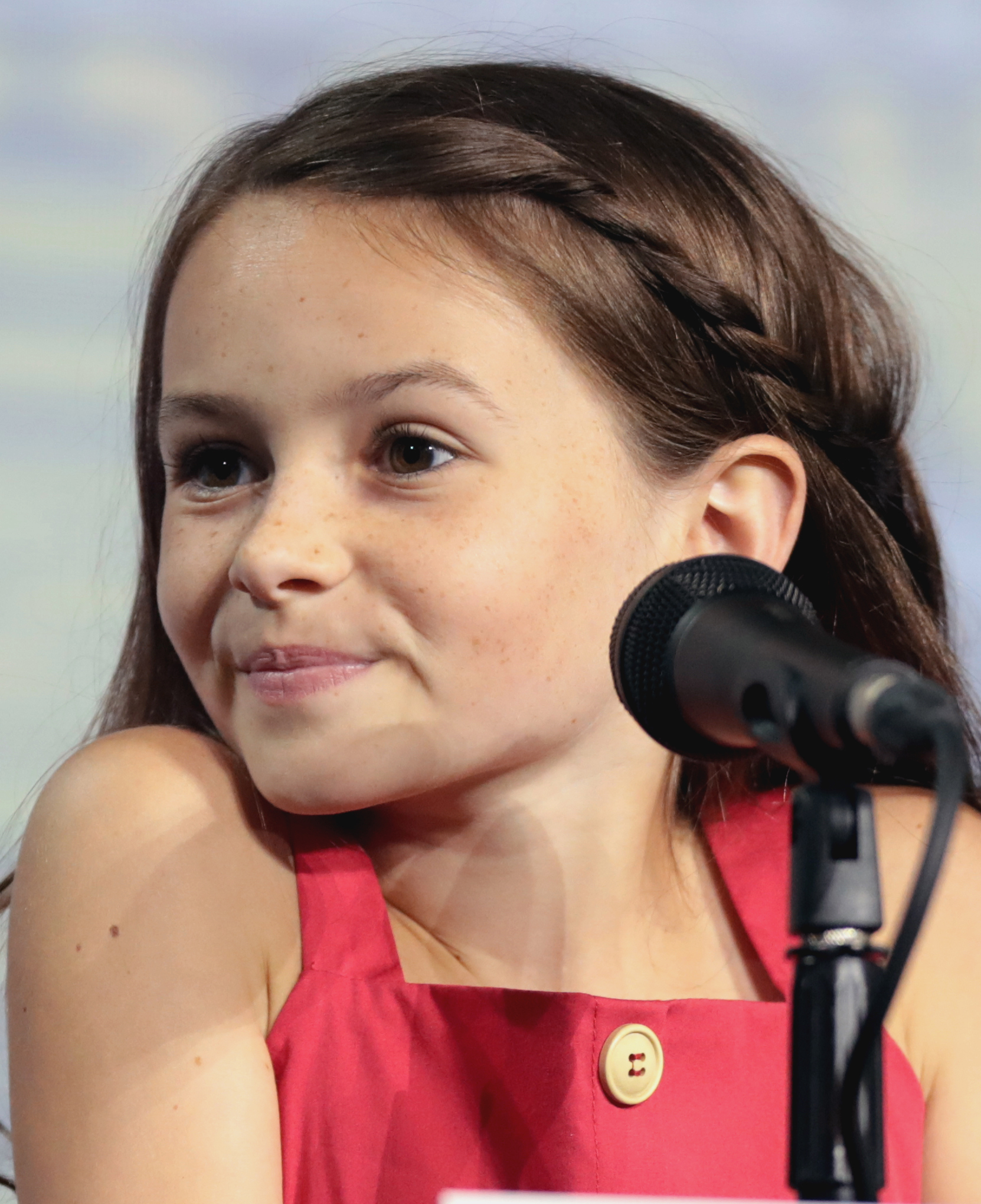
Cailey Fleming, 2019

- Juan Antonio Flecha (1977), Spaans wielrenner
- Richard Flecknoe (ca. 1600-ca. 1678), Engels dichter en toneelschrijver
- Mark-Jan Fledderus (1982), Nederlands voetballer
- Leon Fleisher (1928-2020), Amerikaans pianist en dirigent
- James Fleet (1952), Brits acteur
- Richard Fleischer (1916-2006), Amerikaans filmregisseur
- Tilly Fleischer (1911-2005), Duits atlete
- Heidi Fleiss (1965), Amerikaans prostituee, madam en crimineel
- Nika Fleiss (1984), Kroatisch alpineskiester
- Noah Fleiss (1984), Amerikaans acteur
- Benjamin Fleischmann (1913-1941), Russisch componist
- Alexander Fleming (1881-1955), Brits bacterioloog, ontdekker van penicilline
- Cailey Fleming (2007), Amerikaanse jeugdactrice
- Colin Fleming (1984), Amerikaans autocoureur
- Ian Fleming (1908-1964), Brits schrijver
- John Ambrose Fleming (1849-1945), Engels elektrotechnicus en natuurkundige
- Joy Fleming (1944-2017), Duits zangeres
- Marjory Fleming (1803-1811), Brits dagboekschrijfster
- Peggy Fleming (1948), Amerikaans kunstschaatsster
- Rhonda Fleming  (1923-2020), Amerikaans actrice
- Sandford Fleming (1827-1915), Canadees ingenieur en uitvinder
- Joseph Fles (1819-1905), Nederlands oogheelkundige
- Karl Fleschen (1955), Duits atleet
- Bryan Fletcher (1986), Amerikaans noordse combinatieskiër
- Harvey Fletcher (1884-1981), Amerikaans natuurkundige
- Ken Fletcher (1940-2006), Australisch tennisser
- Louise Fletcher (1934-2022), Amerikaans actrice
- Joseph Fleury-Duray (1801-1874), Belgisch generaal
- Antony Flew (1923-2010), Engels filosoof

## Fli

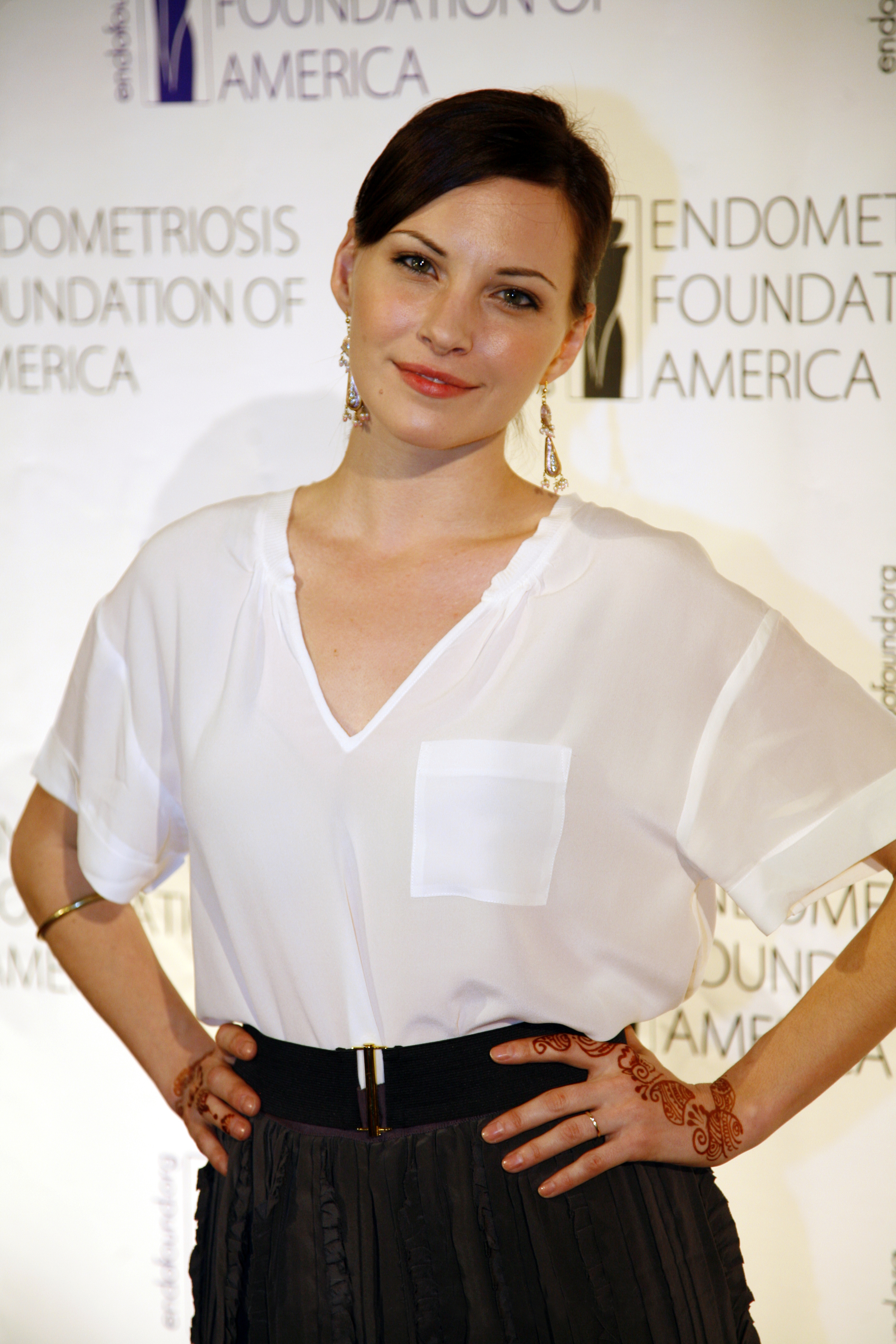
Jill Flint

- Vic Flick (1937-2024), Brits gitarist
- Bert Flier (1972), Nederlands triatleet/atleet
- Manon Flier (1984), Nederlands volleybalster
- Hali Flickinger (1994), Amerikaans zwemster
- Gerard van der Flier (1879-1955), Nederlands jurist
- Jaap Flier (1934-2022), Nederlands balletdanser en choreograaf
- Peter Flik (1938-2024), Nederlands radiomaker
- Govert Flinck (1615-1660), Nederlands kunstschilder
- Coen Flink (1932-2000), Nederlands acteur
- Eric Flint (1947-2022), Amerikaans auteur
- Jill Flint (1977), Amerikaans actrice
- Filip Flisar (1987), Sloveens freestyleskiër

## Flo
- Janine Flock (1989), Oostenrijks skeletonster
- Calista Flockhart (1964), Amerikaans actrice
- Huub Flohr (1954), Nederlands priester
- Thomas Flohr (1960), Zwitsers ondernemer en autocoureur
- Coby Floor (1930-2017), Nederlands schoonspringster
- Lina Flor (1914-1976), Filipijns schrijfster
- Fernand Florizoone (1925), Belgisch dichter en bekend cultureel ambassadeur van Koksijde
- Jelle Florizoone (1995), Belgisch acteur
- Maurice Floquet (1894-2006), Frans veteraan uit de Eerste Wereldoorlog
- Paul Flora (1922-2009), Oostenrijks tekenaar, karikaturist, graficus en illustrator
- Fabian Florant (1983), Nederlands atleet
- Răzvan Florea (1980), Roemeens zwemmer
- Dann Florek (1950), Amerikaans acteur
- Dave Florek (1953), Amerikaans acteur
- Oscar Florén (1984), Zweeds golfer
- Martine Florent (1960), Belgisch atlete
- Leona Florentino (1849-1884), Filipijns dichteres
- Ambrosio Flores (1843-1912), Filipijns generaal en politicus
- Bella Flores (1929-2013), Filipijns actrice
- Danny Flores (1929-2006), Amerikaans zanger
- Eduardo Flores (1944-2022), Argentijns voetballer
- Igor Flores (1973), Spaans wielrenner
- Lourdes Flores (1959), Peruviaans politica
- Petru Florescu (1999), Roemeens autocoureur
- Howard Florey (1898-1968), Australisch geneeskundige
- Juan Diego Flórez (1973-), Peruaans operatenor
- Ronald Florijn (1961), Nederlands roeier
- Floris V (1254-1296), graaf van Holland en Zeeland (1256-1296)
- Joos Florquin (1916-1978), Vlaams taalkundige en professor
- Sophia Flörsch (2000), Duits autocoureur
- Hermann Florstedt (1895-1945), Duits kampcommandant
- Fred Florusse (1938-2023), Nederlands cabaretier en regisseur
- Vala Flosadóttir (1978), IJslands atlete
- Friedrich von Flotow (1812-1883), Duits componist
- Théodore Flournoy (1854-1920), Zwitsers psycholoog en parapsycholoog
- George 'Buck' Flower (1937-2004), Amerikaans acteur, filmproducent en scenarioschrijver
- Russell Floyd (1962), Brits acteur
- Susan Floyd (1968), Amerikaans actrice

## Flu

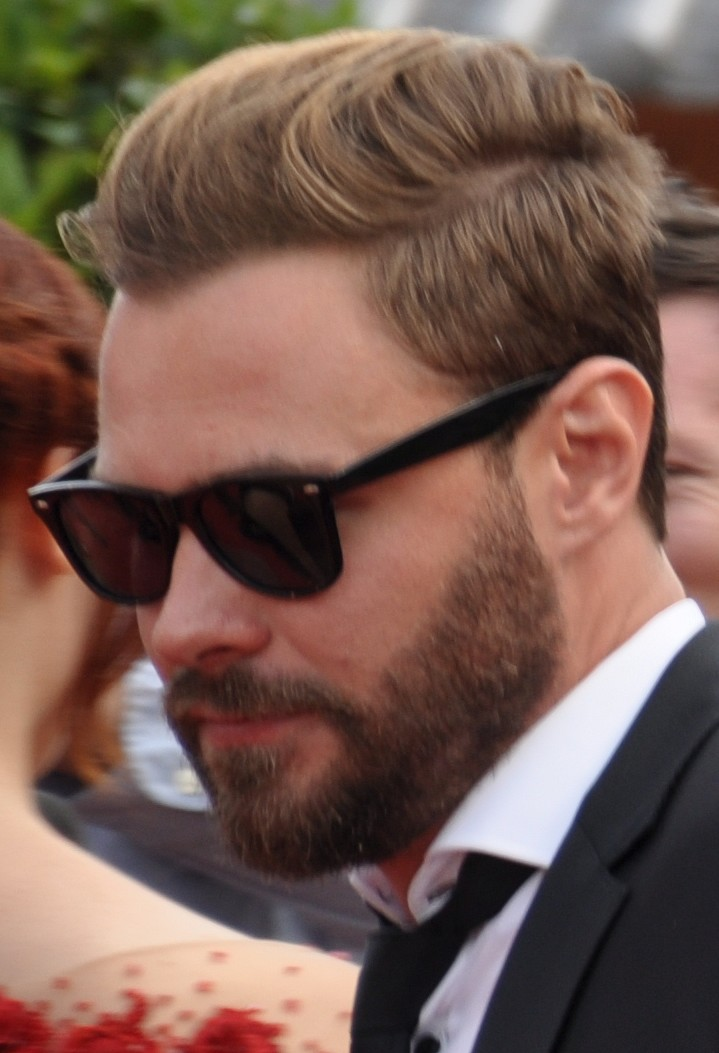
Patrick Flueger, 2015

- Patrick Flueger (1983), Amerikaans acteur en muzikant
- Roman Flügel (1970), Duits danceproducer
- Adri de Fluiter (1940), Nederlands beeldend kunstenaar
- Jasmine Flury (1993), Zwitsers alpineskiester

## Fly
- Joe Flynn (1983), Brits acteur
- Malachi Flynn (1998), Amerikaans basketballer
- Larry Flynt (1942), Amerikaans pornografie-uitgever en politicus